# Batinjani (Pakrác)
Batinjani (1880 és 1981 között Batinjani Pakrački) falu Horvátországban Pozsega-Szlavónia megyében. Közigazgatásilag Pakráchoz tartozik.

## Fekvése
Pozsegától légvonalban 43, közúton 55 km-re, községközpontjától légvonalban 4, közúton 6 km-re északnyugatra, Nyugat-Szlavóniában fekszik. Nyugatról Mali Banovac, északról Gornja Obrijež, keletről Stari és Novi Majur határolja.

## Története
A térség a középkorban Fejérkő várának uradalmához tartozott, a 16. század közepétől több mint száz évig török uralom alatt állt. A 17. század végétől a török kiűzése után a területre folyamatosan telepítették be a keresztény lakosságot. Batinjanira pravoszláv vlachok települtek, akik 1739-ben felépítették első fatemplomukat. Első írásos említése 1698-ban „Batina” alakban a török uralom alól felszabadított települések összeírásában történt. Az első katonai felmérés térképén „Dorf Batinyani” néven találjuk. Lipszky János 1808-ban Budán kiadott repertóriumában „Battinyani” néven szerepel. Nagy Lajos 1829-ben kiadott művében „Battinyani” néven összesen 48 házzal, 354 ortodox vallású lakossal találjuk.
A településnek 1857-ben 185, 1910-ben 364 lakosa volt. 1910-ben a népszámlálás adatai szerint lakosságának 70%-a szerb, 15%-a horvát, 9%-a magyar, 4%-a cseh anyanyelvű volt. Pozsega vármegye Pakráci járásának része volt. Az első világháború után 1918-ban az új szerb-horvát-szlovén állam, majd később (1929-ben) Jugoszlávia része lett. 1991-ben lakosságának 58%-a szerb, 21%-a horvát, 7%-a jugoszláv, 5%-a olasz nemzetiségű volt. A délszláv háború idején 1991. október 5-én foglalták el a szerb erők, de 9-én a különleges rendőri egységekkel megerősített horvát alakulatok visszafoglalták. 2011-ben 38 lakosa volt.

## Lakossága
| Lakosság változása | Lakosság változása | Lakosság változása | Lakosság változása | Lakosság változása | Lakosság változása | Lakosság változása | Lakosság változása | Lakosság változása | Lakosság változása | Lakosság változása | Lakosság változása | Lakosság változása | Lakosság változása | Lakosság változása | Lakosság változása |
| ------------------ | ------------------ | ------------------ | ------------------ | ------------------ | ------------------ | ------------------ | ------------------ | ------------------ | ------------------ | ------------------ | ------------------ | ------------------ | ------------------ | ------------------ | ------------------ |
| 1857               | 1869               | 1880               | 1890               | 1900               | 1910               | 1921               | 1931               | 1948               | 1953               | 1961               | 1971               | 1981               | 1991               | 2001               | 2011               |
| 185                | 293                | 226                | 287                | 280                | 364                | 451                | 514                | 503                | 456                | 448                | 339                | 322                | 266                | 86                 | 38                 |

## Nevezetességei
Szent Demeter vértanú tiszteletére szentelt pravoszláv parochiális temploma 1990-ben épült. A helyén korábban egy 1739-ben épített fatemplom állt. A templomot 1992-ben a délszláv háború során felrobbantották. Tornya teljesen leomlott. Ma csak az egykori hajó és a szentély tető nélküli, csupasz falai állnak, melyeket benőtt bozót.